# Ankylosphenodon
Ankylosphenodon is een geslacht van uitgestorven Sphenodontia bekend uit Tepexi de Rodriguez in Mexico. Het is bekend van sedimentaire afzettingen uit het Vroeg-Krijt van de Tlayuaformatie die dateert uit het Albien.

## Naamgeving
De typesoort Ankylosphenodon pachyostosus werd in 2000 benoemd door Victor-Hugo Reynoso. De geslachtsnaam is afgeleid van ankylos, 'vergroeid', een verwijzing naar de met de kaak vergroeide tanden van de voorste onderkaak, en Sphenodon, het enige nog levende geslacht van de eens zo talrijke brughagedissen. De soortaanduiding is een combinatie van het Grieks pachys, 'dik', met osteon, 'bot', een verwijzing naar de massieve ribben en wervels.
Het holotype is IGM 7441, een skelet met schedel. Vier andere skeletten zijn toegewezen, de specimina IGM 7442, IGM 7443, IGM 7445, IGM 7446 en IGM 7447. Ze zijn alle gevonden in de Tlayuagroeve.

## Beschrijving
IGM 7442 is het grootste exemplaar met een geschatte lichaamslengte van ruim veertig centimeter.
Zeer opmerkelijk is de vorm van de tanden. Die van de onderkaak vormen een tandbatterij. Hun zeer lange wortels staan nauw aaneengesloten en steken zeer ver naar voren in de kaak, hol naar boven krommend. Naar boven toe steken ze maar iets boven de kaaklijn uit, eindigend in kronen die van achteren schuin afgesneden zijn. Iedere kroon vormt in bovenaanzicht een driehoek waarvan de voorste punt in een driehoekige uitsparing in de achterkant van de kroon van de voorgaande tand past. De wortels groeiden kennelijk continu aan, afslijtend in een permanent gecombineerd slijtvlak.

## Levensstijl
Ankylosphenodon wordt verondersteld een aquatisch reptiel te zijn geweest vanwege zijn pachyostotische skelet, waarmee door de zware botten beter gedoken kon worden, en andere anatomische kenmerken die vaak worden gezien bij aquatische dieren. Er zijn ook aanwijzingen dat zijn tanden tijdens zijn leven constant groeiden, wat een aanwijzing kan zijn voor herbivorie, een zeldzaam kenmerk bij Lepidosauria. Het voedsel werd kennelijk verwerkt door de onderkaak van voor naar achter te bewegen.